# Andreas Weimann
Andreas Weimann, född 5 augusti 1991 i Wien, är en österrikisk fotbollsspelare som spelar som anfallare och ytter för Blackburn Rovers.

## Karriär
Den 3 juli 2018 värvades Weimann av Bristol City, där han skrev på ett treårskontrakt med option på ytterligare ett år. Den 15 juni 2021 förlängde Weimann sitt kontrakt med tre år. Den 15 januari 2024 lånades han ut till West Bromwich Albion på ett låneavtal över resten av säsongen 2023/2024.
Den 1 augusti 2024 värvades Weimann av Blackburn Rovers, där han skrev på ett ettårskontrakt.